# Івановські близнюки (шахи)
Івановські близнюки — ідея утворення близнюків у шаховій композиції в такий спосіб: кожен новий близнюк утворюється шляхом перестановки будь-якої фігури на початкове поле розміщення цієї фігури перед початком шахової партії. 

## Історія
Цей спосіб утворення близнюків у 2013 році запропонував шаховий композитор з Росії — Вадим Константинович Винокуров  (30.09.1953 — 07.05.2018).
В першому близнюку є певне рішення. Наступні близнюки утворюються шляхом переміщення або додавання будь-якої фігури на поле, яке вона б займала на початку практичної партії. Наприклад: білі пішаки можуть переміщаються, або додаватися на другу горизонталь шахівниці, а чорні — на сьому; білий ферзь переміщається на поле «d1», а чорний — на поле «d8»; білий король переміщається на поле «е1», а чорний — на поле «е8»; і т. п. .
Цей спосіб утворення близнюків дістав назву по аналогії з назвою івановської теми — івановські близнюки, ідея дістала назву від географічного проживання автора задуму.
|   | a | b | c | d | e | f | g | h |   |
| 8 | c8 чорний кінь · e7 білий кінь · a6 чорний король · b6 чорний кінь · a5 чорна тура · b5 чорний пішак · a4 білий пішак · b4 чорний пішак · h3 білий король · c1 біла тура | c8 чорний кінь · e7 білий кінь · a6 чорний король · b6 чорний кінь · a5 чорна тура · b5 чорний пішак · a4 білий пішак · b4 чорний пішак · h3 білий король · c1 біла тура | c8 чорний кінь · e7 білий кінь · a6 чорний король · b6 чорний кінь · a5 чорна тура · b5 чорний пішак · a4 білий пішак · b4 чорний пішак · h3 білий король · c1 біла тура | c8 чорний кінь · e7 білий кінь · a6 чорний король · b6 чорний кінь · a5 чорна тура · b5 чорний пішак · a4 білий пішак · b4 чорний пішак · h3 білий король · c1 біла тура | c8 чорний кінь · e7 білий кінь · a6 чорний король · b6 чорний кінь · a5 чорна тура · b5 чорний пішак · a4 білий пішак · b4 чорний пішак · h3 білий король · c1 біла тура | c8 чорний кінь · e7 білий кінь · a6 чорний король · b6 чорний кінь · a5 чорна тура · b5 чорний пішак · a4 білий пішак · b4 чорний пішак · h3 білий король · c1 біла тура | c8 чорний кінь · e7 білий кінь · a6 чорний король · b6 чорний кінь · a5 чорна тура · b5 чорний пішак · a4 білий пішак · b4 чорний пішак · h3 білий король · c1 біла тура | c8 чорний кінь · e7 білий кінь · a6 чорний король · b6 чорний кінь · a5 чорна тура · b5 чорний пішак · a4 білий пішак · b4 чорний пішак · h3 білий король · c1 біла тура | 8 |
| 7 | c8 чорний кінь · e7 білий кінь · a6 чорний король · b6 чорний кінь · a5 чорна тура · b5 чорний пішак · a4 білий пішак · b4 чорний пішак · h3 білий король · c1 біла тура | c8 чорний кінь · e7 білий кінь · a6 чорний король · b6 чорний кінь · a5 чорна тура · b5 чорний пішак · a4 білий пішак · b4 чорний пішак · h3 білий король · c1 біла тура | c8 чорний кінь · e7 білий кінь · a6 чорний король · b6 чорний кінь · a5 чорна тура · b5 чорний пішак · a4 білий пішак · b4 чорний пішак · h3 білий король · c1 біла тура | c8 чорний кінь · e7 білий кінь · a6 чорний король · b6 чорний кінь · a5 чорна тура · b5 чорний пішак · a4 білий пішак · b4 чорний пішак · h3 білий король · c1 біла тура | c8 чорний кінь · e7 білий кінь · a6 чорний король · b6 чорний кінь · a5 чорна тура · b5 чорний пішак · a4 білий пішак · b4 чорний пішак · h3 білий король · c1 біла тура | c8 чорний кінь · e7 білий кінь · a6 чорний король · b6 чорний кінь · a5 чорна тура · b5 чорний пішак · a4 білий пішак · b4 чорний пішак · h3 білий король · c1 біла тура | c8 чорний кінь · e7 білий кінь · a6 чорний король · b6 чорний кінь · a5 чорна тура · b5 чорний пішак · a4 білий пішак · b4 чорний пішак · h3 білий король · c1 біла тура | c8 чорний кінь · e7 білий кінь · a6 чорний король · b6 чорний кінь · a5 чорна тура · b5 чорний пішак · a4 білий пішак · b4 чорний пішак · h3 білий король · c1 біла тура | 7 |
| 6 | c8 чорний кінь · e7 білий кінь · a6 чорний король · b6 чорний кінь · a5 чорна тура · b5 чорний пішак · a4 білий пішак · b4 чорний пішак · h3 білий король · c1 біла тура | c8 чорний кінь · e7 білий кінь · a6 чорний король · b6 чорний кінь · a5 чорна тура · b5 чорний пішак · a4 білий пішак · b4 чорний пішак · h3 білий король · c1 біла тура | c8 чорний кінь · e7 білий кінь · a6 чорний король · b6 чорний кінь · a5 чорна тура · b5 чорний пішак · a4 білий пішак · b4 чорний пішак · h3 білий король · c1 біла тура | c8 чорний кінь · e7 білий кінь · a6 чорний король · b6 чорний кінь · a5 чорна тура · b5 чорний пішак · a4 білий пішак · b4 чорний пішак · h3 білий король · c1 біла тура | c8 чорний кінь · e7 білий кінь · a6 чорний король · b6 чорний кінь · a5 чорна тура · b5 чорний пішак · a4 білий пішак · b4 чорний пішак · h3 білий король · c1 біла тура | c8 чорний кінь · e7 білий кінь · a6 чорний король · b6 чорний кінь · a5 чорна тура · b5 чорний пішак · a4 білий пішак · b4 чорний пішак · h3 білий король · c1 біла тура | c8 чорний кінь · e7 білий кінь · a6 чорний король · b6 чорний кінь · a5 чорна тура · b5 чорний пішак · a4 білий пішак · b4 чорний пішак · h3 білий король · c1 біла тура | c8 чорний кінь · e7 білий кінь · a6 чорний король · b6 чорний кінь · a5 чорна тура · b5 чорний пішак · a4 білий пішак · b4 чорний пішак · h3 білий король · c1 біла тура | 6 |
| 5 | c8 чорний кінь · e7 білий кінь · a6 чорний король · b6 чорний кінь · a5 чорна тура · b5 чорний пішак · a4 білий пішак · b4 чорний пішак · h3 білий король · c1 біла тура | c8 чорний кінь · e7 білий кінь · a6 чорний король · b6 чорний кінь · a5 чорна тура · b5 чорний пішак · a4 білий пішак · b4 чорний пішак · h3 білий король · c1 біла тура | c8 чорний кінь · e7 білий кінь · a6 чорний король · b6 чорний кінь · a5 чорна тура · b5 чорний пішак · a4 білий пішак · b4 чорний пішак · h3 білий король · c1 біла тура | c8 чорний кінь · e7 білий кінь · a6 чорний король · b6 чорний кінь · a5 чорна тура · b5 чорний пішак · a4 білий пішак · b4 чорний пішак · h3 білий король · c1 біла тура | c8 чорний кінь · e7 білий кінь · a6 чорний король · b6 чорний кінь · a5 чорна тура · b5 чорний пішак · a4 білий пішак · b4 чорний пішак · h3 білий король · c1 біла тура | c8 чорний кінь · e7 білий кінь · a6 чорний король · b6 чорний кінь · a5 чорна тура · b5 чорний пішак · a4 білий пішак · b4 чорний пішак · h3 білий король · c1 біла тура | c8 чорний кінь · e7 білий кінь · a6 чорний король · b6 чорний кінь · a5 чорна тура · b5 чорний пішак · a4 білий пішак · b4 чорний пішак · h3 білий король · c1 біла тура | c8 чорний кінь · e7 білий кінь · a6 чорний король · b6 чорний кінь · a5 чорна тура · b5 чорний пішак · a4 білий пішак · b4 чорний пішак · h3 білий король · c1 біла тура | 5 |
| 4 | c8 чорний кінь · e7 білий кінь · a6 чорний король · b6 чорний кінь · a5 чорна тура · b5 чорний пішак · a4 білий пішак · b4 чорний пішак · h3 білий король · c1 біла тура | c8 чорний кінь · e7 білий кінь · a6 чорний король · b6 чорний кінь · a5 чорна тура · b5 чорний пішак · a4 білий пішак · b4 чорний пішак · h3 білий король · c1 біла тура | c8 чорний кінь · e7 білий кінь · a6 чорний король · b6 чорний кінь · a5 чорна тура · b5 чорний пішак · a4 білий пішак · b4 чорний пішак · h3 білий король · c1 біла тура | c8 чорний кінь · e7 білий кінь · a6 чорний король · b6 чорний кінь · a5 чорна тура · b5 чорний пішак · a4 білий пішак · b4 чорний пішак · h3 білий король · c1 біла тура | c8 чорний кінь · e7 білий кінь · a6 чорний король · b6 чорний кінь · a5 чорна тура · b5 чорний пішак · a4 білий пішак · b4 чорний пішак · h3 білий король · c1 біла тура | c8 чорний кінь · e7 білий кінь · a6 чорний король · b6 чорний кінь · a5 чорна тура · b5 чорний пішак · a4 білий пішак · b4 чорний пішак · h3 білий король · c1 біла тура | c8 чорний кінь · e7 білий кінь · a6 чорний король · b6 чорний кінь · a5 чорна тура · b5 чорний пішак · a4 білий пішак · b4 чорний пішак · h3 білий король · c1 біла тура | c8 чорний кінь · e7 білий кінь · a6 чорний король · b6 чорний кінь · a5 чорна тура · b5 чорний пішак · a4 білий пішак · b4 чорний пішак · h3 білий король · c1 біла тура | 4 |
| 3 | c8 чорний кінь · e7 білий кінь · a6 чорний король · b6 чорний кінь · a5 чорна тура · b5 чорний пішак · a4 білий пішак · b4 чорний пішак · h3 білий король · c1 біла тура | c8 чорний кінь · e7 білий кінь · a6 чорний король · b6 чорний кінь · a5 чорна тура · b5 чорний пішак · a4 білий пішак · b4 чорний пішак · h3 білий король · c1 біла тура | c8 чорний кінь · e7 білий кінь · a6 чорний король · b6 чорний кінь · a5 чорна тура · b5 чорний пішак · a4 білий пішак · b4 чорний пішак · h3 білий король · c1 біла тура | c8 чорний кінь · e7 білий кінь · a6 чорний король · b6 чорний кінь · a5 чорна тура · b5 чорний пішак · a4 білий пішак · b4 чорний пішак · h3 білий король · c1 біла тура | c8 чорний кінь · e7 білий кінь · a6 чорний король · b6 чорний кінь · a5 чорна тура · b5 чорний пішак · a4 білий пішак · b4 чорний пішак · h3 білий король · c1 біла тура | c8 чорний кінь · e7 білий кінь · a6 чорний король · b6 чорний кінь · a5 чорна тура · b5 чорний пішак · a4 білий пішак · b4 чорний пішак · h3 білий король · c1 біла тура | c8 чорний кінь · e7 білий кінь · a6 чорний король · b6 чорний кінь · a5 чорна тура · b5 чорний пішак · a4 білий пішак · b4 чорний пішак · h3 білий король · c1 біла тура | c8 чорний кінь · e7 білий кінь · a6 чорний король · b6 чорний кінь · a5 чорна тура · b5 чорний пішак · a4 білий пішак · b4 чорний пішак · h3 білий король · c1 біла тура | 3 |
| 2 | c8 чорний кінь · e7 білий кінь · a6 чорний король · b6 чорний кінь · a5 чорна тура · b5 чорний пішак · a4 білий пішак · b4 чорний пішак · h3 білий король · c1 біла тура | c8 чорний кінь · e7 білий кінь · a6 чорний король · b6 чорний кінь · a5 чорна тура · b5 чорний пішак · a4 білий пішак · b4 чорний пішак · h3 білий король · c1 біла тура | c8 чорний кінь · e7 білий кінь · a6 чорний король · b6 чорний кінь · a5 чорна тура · b5 чорний пішак · a4 білий пішак · b4 чорний пішак · h3 білий король · c1 біла тура | c8 чорний кінь · e7 білий кінь · a6 чорний король · b6 чорний кінь · a5 чорна тура · b5 чорний пішак · a4 білий пішак · b4 чорний пішак · h3 білий король · c1 біла тура | c8 чорний кінь · e7 білий кінь · a6 чорний король · b6 чорний кінь · a5 чорна тура · b5 чорний пішак · a4 білий пішак · b4 чорний пішак · h3 білий король · c1 біла тура | c8 чорний кінь · e7 білий кінь · a6 чорний король · b6 чорний кінь · a5 чорна тура · b5 чорний пішак · a4 білий пішак · b4 чорний пішак · h3 білий король · c1 біла тура | c8 чорний кінь · e7 білий кінь · a6 чорний король · b6 чорний кінь · a5 чорна тура · b5 чорний пішак · a4 білий пішак · b4 чорний пішак · h3 білий король · c1 біла тура | c8 чорний кінь · e7 білий кінь · a6 чорний король · b6 чорний кінь · a5 чорна тура · b5 чорний пішак · a4 білий пішак · b4 чорний пішак · h3 білий король · c1 біла тура | 2 |
| 1 | c8 чорний кінь · e7 білий кінь · a6 чорний король · b6 чорний кінь · a5 чорна тура · b5 чорний пішак · a4 білий пішак · b4 чорний пішак · h3 білий король · c1 біла тура | c8 чорний кінь · e7 білий кінь · a6 чорний король · b6 чорний кінь · a5 чорна тура · b5 чорний пішак · a4 білий пішак · b4 чорний пішак · h3 білий король · c1 біла тура | c8 чорний кінь · e7 білий кінь · a6 чорний король · b6 чорний кінь · a5 чорна тура · b5 чорний пішак · a4 білий пішак · b4 чорний пішак · h3 білий король · c1 біла тура | c8 чорний кінь · e7 білий кінь · a6 чорний король · b6 чорний кінь · a5 чорна тура · b5 чорний пішак · a4 білий пішак · b4 чорний пішак · h3 білий король · c1 біла тура | c8 чорний кінь · e7 білий кінь · a6 чорний король · b6 чорний кінь · a5 чорна тура · b5 чорний пішак · a4 білий пішак · b4 чорний пішак · h3 білий король · c1 біла тура | c8 чорний кінь · e7 білий кінь · a6 чорний король · b6 чорний кінь · a5 чорна тура · b5 чорний пішак · a4 білий пішак · b4 чорний пішак · h3 білий король · c1 біла тура | c8 чорний кінь · e7 білий кінь · a6 чорний король · b6 чорний кінь · a5 чорна тура · b5 чорний пішак · a4 білий пішак · b4 чорний пішак · h3 білий король · c1 біла тура | c8 чорний кінь · e7 білий кінь · a6 чорний король · b6 чорний кінь · a5 чорна тура · b5 чорний пішак · a4 білий пішак · b4 чорний пішак · h3 білий король · c1 біла тура | 1 |
|   | a | b | c | d | e | f | g | h |   |

FEN: 2n5/4N3/kn6/rp6/Pp6/7K/8/2R5
b) b6 → b8,   c) a5 → a8

a) 1.bxa4 Sd5 2.Kb5 Sc7# (MM)

b) 1.Kb6 Rc7 2.Sa6 Sd5#

c) 1.Ka5 Ra1 2.Ra6 Sc6#
Другий близнюк утворюється шляхом переміщення чорного коня на поле «b8», а третій — чорної тури на поле «a8», що відповідає розміщенню на полях цих фігур перед початком практичної партії.
|   | a | b | c | d | e | f | g | h |   |
| 8 | b7 білий король · b5 чорний король · c5 чорний пішак · c4 чорний слон · a2 чорний пішак · c2 білий кінь | b7 білий король · b5 чорний король · c5 чорний пішак · c4 чорний слон · a2 чорний пішак · c2 білий кінь | b7 білий король · b5 чорний король · c5 чорний пішак · c4 чорний слон · a2 чорний пішак · c2 білий кінь | b7 білий король · b5 чорний король · c5 чорний пішак · c4 чорний слон · a2 чорний пішак · c2 білий кінь | b7 білий король · b5 чорний король · c5 чорний пішак · c4 чорний слон · a2 чорний пішак · c2 білий кінь | b7 білий король · b5 чорний король · c5 чорний пішак · c4 чорний слон · a2 чорний пішак · c2 білий кінь | b7 білий король · b5 чорний король · c5 чорний пішак · c4 чорний слон · a2 чорний пішак · c2 білий кінь | b7 білий король · b5 чорний король · c5 чорний пішак · c4 чорний слон · a2 чорний пішак · c2 білий кінь | 8 |
| 7 | b7 білий король · b5 чорний король · c5 чорний пішак · c4 чорний слон · a2 чорний пішак · c2 білий кінь | b7 білий король · b5 чорний король · c5 чорний пішак · c4 чорний слон · a2 чорний пішак · c2 білий кінь | b7 білий король · b5 чорний король · c5 чорний пішак · c4 чорний слон · a2 чорний пішак · c2 білий кінь | b7 білий король · b5 чорний король · c5 чорний пішак · c4 чорний слон · a2 чорний пішак · c2 білий кінь | b7 білий король · b5 чорний король · c5 чорний пішак · c4 чорний слон · a2 чорний пішак · c2 білий кінь | b7 білий король · b5 чорний король · c5 чорний пішак · c4 чорний слон · a2 чорний пішак · c2 білий кінь | b7 білий король · b5 чорний король · c5 чорний пішак · c4 чорний слон · a2 чорний пішак · c2 білий кінь | b7 білий король · b5 чорний король · c5 чорний пішак · c4 чорний слон · a2 чорний пішак · c2 білий кінь | 7 |
| 6 | b7 білий король · b5 чорний король · c5 чорний пішак · c4 чорний слон · a2 чорний пішак · c2 білий кінь | b7 білий король · b5 чорний король · c5 чорний пішак · c4 чорний слон · a2 чорний пішак · c2 білий кінь | b7 білий король · b5 чорний король · c5 чорний пішак · c4 чорний слон · a2 чорний пішак · c2 білий кінь | b7 білий король · b5 чорний король · c5 чорний пішак · c4 чорний слон · a2 чорний пішак · c2 білий кінь | b7 білий король · b5 чорний король · c5 чорний пішак · c4 чорний слон · a2 чорний пішак · c2 білий кінь | b7 білий король · b5 чорний король · c5 чорний пішак · c4 чорний слон · a2 чорний пішак · c2 білий кінь | b7 білий король · b5 чорний король · c5 чорний пішак · c4 чорний слон · a2 чорний пішак · c2 білий кінь | b7 білий король · b5 чорний король · c5 чорний пішак · c4 чорний слон · a2 чорний пішак · c2 білий кінь | 6 |
| 5 | b7 білий король · b5 чорний король · c5 чорний пішак · c4 чорний слон · a2 чорний пішак · c2 білий кінь | b7 білий король · b5 чорний король · c5 чорний пішак · c4 чорний слон · a2 чорний пішак · c2 білий кінь | b7 білий король · b5 чорний король · c5 чорний пішак · c4 чорний слон · a2 чорний пішак · c2 білий кінь | b7 білий король · b5 чорний король · c5 чорний пішак · c4 чорний слон · a2 чорний пішак · c2 білий кінь | b7 білий король · b5 чорний король · c5 чорний пішак · c4 чорний слон · a2 чорний пішак · c2 білий кінь | b7 білий король · b5 чорний король · c5 чорний пішак · c4 чорний слон · a2 чорний пішак · c2 білий кінь | b7 білий король · b5 чорний король · c5 чорний пішак · c4 чорний слон · a2 чорний пішак · c2 білий кінь | b7 білий король · b5 чорний король · c5 чорний пішак · c4 чорний слон · a2 чорний пішак · c2 білий кінь | 5 |
| 4 | b7 білий король · b5 чорний король · c5 чорний пішак · c4 чорний слон · a2 чорний пішак · c2 білий кінь | b7 білий король · b5 чорний король · c5 чорний пішак · c4 чорний слон · a2 чорний пішак · c2 білий кінь | b7 білий король · b5 чорний король · c5 чорний пішак · c4 чорний слон · a2 чорний пішак · c2 білий кінь | b7 білий король · b5 чорний король · c5 чорний пішак · c4 чорний слон · a2 чорний пішак · c2 білий кінь | b7 білий король · b5 чорний король · c5 чорний пішак · c4 чорний слон · a2 чорний пішак · c2 білий кінь | b7 білий король · b5 чорний король · c5 чорний пішак · c4 чорний слон · a2 чорний пішак · c2 білий кінь | b7 білий король · b5 чорний король · c5 чорний пішак · c4 чорний слон · a2 чорний пішак · c2 білий кінь | b7 білий король · b5 чорний король · c5 чорний пішак · c4 чорний слон · a2 чорний пішак · c2 білий кінь | 4 |
| 3 | b7 білий король · b5 чорний король · c5 чорний пішак · c4 чорний слон · a2 чорний пішак · c2 білий кінь | b7 білий король · b5 чорний король · c5 чорний пішак · c4 чорний слон · a2 чорний пішак · c2 білий кінь | b7 білий король · b5 чорний король · c5 чорний пішак · c4 чорний слон · a2 чорний пішак · c2 білий кінь | b7 білий король · b5 чорний король · c5 чорний пішак · c4 чорний слон · a2 чорний пішак · c2 білий кінь | b7 білий король · b5 чорний король · c5 чорний пішак · c4 чорний слон · a2 чорний пішак · c2 білий кінь | b7 білий король · b5 чорний король · c5 чорний пішак · c4 чорний слон · a2 чорний пішак · c2 білий кінь | b7 білий король · b5 чорний король · c5 чорний пішак · c4 чорний слон · a2 чорний пішак · c2 білий кінь | b7 білий король · b5 чорний король · c5 чорний пішак · c4 чорний слон · a2 чорний пішак · c2 білий кінь | 3 |
| 2 | b7 білий король · b5 чорний король · c5 чорний пішак · c4 чорний слон · a2 чорний пішак · c2 білий кінь | b7 білий король · b5 чорний король · c5 чорний пішак · c4 чорний слон · a2 чорний пішак · c2 білий кінь | b7 білий король · b5 чорний король · c5 чорний пішак · c4 чорний слон · a2 чорний пішак · c2 білий кінь | b7 білий король · b5 чорний король · c5 чорний пішак · c4 чорний слон · a2 чорний пішак · c2 білий кінь | b7 білий король · b5 чорний король · c5 чорний пішак · c4 чорний слон · a2 чорний пішак · c2 білий кінь | b7 білий король · b5 чорний король · c5 чорний пішак · c4 чорний слон · a2 чорний пішак · c2 білий кінь | b7 білий король · b5 чорний король · c5 чорний пішак · c4 чорний слон · a2 чорний пішак · c2 білий кінь | b7 білий король · b5 чорний король · c5 чорний пішак · c4 чорний слон · a2 чорний пішак · c2 білий кінь | 2 |
| 1 | b7 білий король · b5 чорний король · c5 чорний пішак · c4 чорний слон · a2 чорний пішак · c2 білий кінь | b7 білий король · b5 чорний король · c5 чорний пішак · c4 чорний слон · a2 чорний пішак · c2 білий кінь | b7 білий король · b5 чорний король · c5 чорний пішак · c4 чорний слон · a2 чорний пішак · c2 білий кінь | b7 білий король · b5 чорний король · c5 чорний пішак · c4 чорний слон · a2 чорний пішак · c2 білий кінь | b7 білий король · b5 чорний король · c5 чорний пішак · c4 чорний слон · a2 чорний пішак · c2 білий кінь | b7 білий король · b5 чорний король · c5 чорний пішак · c4 чорний слон · a2 чорний пішак · c2 білий кінь | b7 білий король · b5 чорний король · c5 чорний пішак · c4 чорний слон · a2 чорний пішак · c2 білий кінь | b7 білий король · b5 чорний король · c5 чорний пішак · c4 чорний слон · a2 чорний пішак · c2 білий кінь | 1 |
|   | a | b | c | d | e | f | g | h |   |

FEN: 8/1K6/8/1kp5/2b5/8/p1N5/8
Zeroposition

a) +b1,   b) +c1,   c) +g1,   d) +h1
a) 1.Ka4 Kb6 2.Bb3 Sc3#

b) 1.Bb3 Bd2 2.Ba4 Sa3# (MM)

c) 1.a1=R Se2 2.Ra5 Sc3# (IM)

d) 1.Ka4 Rh3 2.Bb5 Ra3# (MM)

В цій задачі близнюки утворюються шляхом додавання фігур на поля їх розміщення на початку шахової партії.